# Клейненберг, Сергей Евгеньевич
Серге́й Евге́ньевич Клейненбе́рг (1909, Смоленск — 1968, Москва) — териолог, специалист по биологии морских млекопитающих, доктор биологических наук, профессор.

## Биография
Родился 21 июля 1909 года в Смоленске. Отец, Евгений Юльевич (1865—1922) — офицер, участвовал в первой мировой войне, принимал участие в Брусиловском прорыве (в том числе и его организации); выслужил чин генерал-майора, был командующим 56-й артиллерийской бригады до апреля 1917 года. Его дед по отцовской линии, Юлий Иванович, врач-терапевт, действительный статский советник (с 1873), был главным врачом и заведующим Лефортовского госпиталя (ныне — Главный военный клинический госпиталь имени Н. Н. Бурденко). Мать, Мария Владимировна фон дер Рааб-Тилен (1867—1946), была дочерью смоленского вице-губернатора Владимира Фёдоровича фон дер Рааб-Тилена (1831 — после 1917) . Сергей был младшим ребёнком в семье, до него родились: Владимир (1894—1972), Герман (1896—1974), Мария (1899—1984), Елизавета (1901—1964).
В 1929 году окончил школу в Смоленске и выдержал экзамены в Ленинградский университет, но не был принят «за отсутствием мест» (обычная форма отказа по социальному положению для бывших дворян) и поступил в Вятский педагогический институт. В феврале 1930 года перевёлся на биологический факультет МГУ, который и окончил в 1933 году.
Начал научную деятельность во ВНИРО (Всесоюзном научно-исследовательском институте морского рыбного хозяйства и океанографии), изучая морских млекопитающих Белого, Чёрного и Каспийского морей. В 1939—1946 гг. работал в системе Главного управления по заповедникам при СНК РСФСР старшим научным сотрудником и в 1941—1944 годах — замдиректора по науке Хопёрского государственного заповедника, с 1946 г. — в Институте морфологии животных АН СССР. При делении Института в 1967 г. остался в той его части, которая была преобразована в Институт биологии развития АН СССР. В 1938 г. защитил кандидатскую и в 1954 г. докторскую диссертации. В 1955 году подписал «Письмо трёхсот». В 1959 г. создал и возглавил лабораторию экологической морфологии водных млекопитающих ИМЖ АН СССР (с 1967 — лаборатория постнатального онтогенеза ИБР).
Преподавал курс «Морские млекопитающие» на географическом факультете Московского государственного университета и в Мосрыбвтузе.
Умер от инфаркта 17 ноября 1968 года. Похоронен на Даниловском кладбище в Москве.

## Научная деятельность
Основным делом его жизни было изучение морских млекопитающих. Его исследования морфологии, экологии и промысла черноморских дельфинов завершились публикацией монографии: «Млекопитающие Чёрного и Азовского морей» (Изд-во АН СССР, 1956. — 286 с.), которая до сих пор является самой обстоятельной сводкой по биологии дельфинов Чёрного моря.
Возглавляемая им лаборатория долгие годы была центром притяжения исследователей морских млекопитающих со всего Союза, хорошо известным за рубежом. В 1956—1963 гг. лабораторией было организовано беспрецедентное по широте охвата комплексное изучение полярного дельфина — белухи, её морфологии, экологии, распространения и численности. Экспедиции на Белом, Карском и Баренцевом морях, на Чукотке и в Охотском море, в которых он работал вместе со своими учениками, привлечение исследователей из ВНИРО и его региональных отделений дали в итоге монографию: «Белуха. Опыт монографического исследования вида» / Клейненберг С. Е., Яблоков А. В., Белькович В. М., Тарасевич М. Н. — М.: Изд-во «Наука», 1964. — 456 с.), которая вскоре была переведена в США на английский язык.
Как морфолога, его интересовали возможности использования в технике принципов организации, свойств и функций, выработанных живой природой в процессе эволюции, он увлёкся бионикой. Под его руководством были проведены экспериментальные исследования принципов действия эхолокационного аппарата черноморских дельфинов. По этому вопросу он много контактировал с академиком Акселем Ивановичем Бергом.
В лаборатории был разработан метод точного определения возраста животных. Его последняя книга: «Определение возраста млекопитающих по слоистым структурам зубов и кости» / Клевезаль Г. А., Клейненберг С. Е. — М.: Изд-во «Наука», 1967. — 142 с.) была дважды переведена на английский язык уже после его смерти.

## Природоохранная деятельность
Всю свою жизнь С. Е. Клейненберг был сторонником разумного отношения к природным ресурсам. Он много времени уделял работе в Ихтиологической комиссии АН СССР (до 2011 года — Межведомственная ихтиологическая комиссия), под юрисдикцию которой традиционно относятся морские млекопитающие; он был первым (с 1956 г.) и бессменным председателем научно-консультативного Совета по морским млекопитающим. На заседаниях этой и других комиссий, посвящённых промыслу морских млекопитающих, он протестовал против чрезмерного промысла и научно обосновывал свои протесты. Он и его ученики развернули кампанию за прекращение промысла черноморских дельфинов. Научно-популярные книги (Дельфины — мифы и действительность / Клейненберг С. Е., Белькович В. М. — Изд-во «Знание», 1967. — 62 с.; Загадка океана / Белькович В. М., Клейненберг С. Е., Яблоков А. В. — Изд-во «Молодая гвардия», 1965. — 175 с.;  Наш друг дельфин // Белькович В. М., Клейненберг С. Е., Яблоков А. В. — Изд-во «Молодая гвардия», 1967. — 336 с.), статьи в журналах и газетах привели к тому, что промысел черноморских дельфинов был запрещён.

## Награды
- орден «Знак Почёта» (27.03.1954)